# Caybrew
Caybrew is een biermerk van de Kaaimaneilanden. Het bier wordt gebrouwen in The Cayman Islands Brewery Ltd. te George Town. 
Het is een blonde lager met een alcoholpercentage van 5%. Het bier wordt sinds maart 2007 gebrouwen en is een grote concurrent geworden voor het populairste bier op het eiland, Heineken. Er wordt ook een “light”-versie met een alcoholpercentage van 3,5% gebrouwen onder de naam CayLight. 

## Prijzen
- Monde Selection Gold Medals in 2008, 2010, 2011.
- Ironshore Bock Gold Medal Winner in Monde Selection in 2011.